# Gasteracantha scintillans
Gasteracantha scintillans là một loài nhện trong họ Araneidae.
Loài này thuộc chi Gasteracantha. Gasteracantha scintillans được Arthur Gardiner Butler miêu tả năm 1873.